# Tsunami Bomb
Tsunami Bomb est un groupe de punk rock américain, originaire de Petaluma, en Californie. Il est formé en 1998 par Dominic Davi, qui quittera le groupe en 2003, et actif jusqu'en octobre 2005. Il compte au total deux albums et quatre EP. La dernière formation du groupe rassemblait Emily Whitehurst, Jay Northington, Matt Mckenzie, et Gabriel Lindeman. Après leur séparation, Emily Whitehurst et Matt McKenzie formeront le groupe The Action Design, alors que Jay Northington et Gabriel Lindeman formaient Nothington. 
Ils se réunissent pour une représentation à Petaluma, le 17 janvier 2009. Ils se réunissent ensuite officiellement en 2015 pour la sortie d'une compilation intitulée Trust No One au label Kung Fu Records. La formation comprendra le bassiste Dominic Davi, la claviériste et chanteuse Oobliette Sparks, le guitariste Brian Plink, et le batteur Gabriel Lindeman.

## Biographie

### Débuts (1998–2001)
Le groupe démarre lorsque le bassiste Dominic Davi inscrit Kristin McRory en tant que chanteuse de Tsunami Bomb. Davi rencontre McRory à la fin de l'année 1997, quand elle rejoignit le groupe Headboard. Davi et McRory quittent Headboard en février 1998, et jouent leur premier concert en tant que Tsunami Bomb, le 26 juin 1998, au Fatty Mocha à Merced, en Californie.
Le groupe est à l'origine composé de cinq membres, dont une pianiste, Oobliette Sparks, qui contribua également au chant. Elle quitte Tsunami Bomb en 2001. Gabriel Lindeman joua en tant que batteur pour les premiers concerts, mais il ne rejoint le groupe définitivement qu'en 1999. Kristin McRory quitta Tsunami Bomb à la fin de l'année 1998, et Davi recruta Emily Whitehurst peu après (le frère d'Emily, Logan Whitehurst était le colocataire de Davi à cette époque). Pour ajouter du mystique et lui donner une figure d’icône, Davi et Whitehurst créèrent le surnom d'Agent M. Whitehurst est crédité en tant qu'Agent M presque jusqu'à la rupture du groupe.
Tsunami Bomb effectue un nombre de dates de tournée importantes pendant la majeure partie de son existence. En 1999, ils sortent deux éditions limitées de singles, B-Movie Queens, un split avec Emily Whitehurst et l'ancien groupe de Brian Plink, Plinky ; Mayhem on the High Seas, est publié au label Checkmate Records, qui appartenait à Hunter Burgan, bassiste du groupe AFI. En 2000, ils signent chez Tomato Head Records, et sortent leur premier EP The Invasion from Within!. 

### The Ultimate Escape(2002–2003)
En 2002, ils sortent leur premier album The Ultimate Escape chez Kung Fu Records. Tsunami Bomb participe au Warped Tour plusieurs fois entre 2001 et 2005. Ils firent également des tournées en Europe et au Japon, et des premières parties notamment pour The Vandals. En 2003, le groupe quitte Royal Flush Booking, et signe chez William Morris Agency. Sous la direction de Ron Opeleski, le groupe commença ses tournées les plus réussies depuis sa création dont une tournée complète des États-Unis. Ils firent également la première partie d'une tournée mondiale de The Bouncing Souls. 
Toujours en 2003, Dominic Davi quitta le groupe à cause de « conflits créatifs et de personnalités » selon les membres restants. Il forme ensuite le groupe Love Equals Death chez Fat Wreck Chords et est remplacé par Matt McKenzie. Un an plus tard, Mike Griffen, le compositeur et guitariste du groupe depuis 2000, quitte Tsunami Bomb et fut remplacé par Jay Northington. Il y eut une controverse autour de la séparation avec Davi due notamment à des commentaires sur sa page Myspace. Par exemple, le 2 mars 2004, il publiera : « Je continue à trouver les choses qu'ils font complètement déplorables... les choses cruelles qu'ils continuent à me faire. » Toujours en 2003, Ils jouent la chanson Planet, Schmanet, Janet du Rocky Horror Picture Show pour l'album The Rocky Horror Punk Rock Show.
La chanson-titre de leur premier CD, The Invasion from Within!, apparaît dans la version américaine du RPG Disgaea: Hour of Darkness sorti chez Atlus et créé par Nippon Ichi Software. Atlus utilisa également le titre Russian Roulette, tiré du premier album du groupe, The Ultimate Escape, dans leur collaboration avec Spumco, un jeu de skateboard appelé Go! Go! Hypergrind.

### The Definitive Act(2004–2005)
Tsunami Bomb sort un dernier album en 2004, The Definitive Act, et un DVD de concerts Live at the Glasshouse de la série de DVD musicaux The Show Must Go Off!, en 2005, tous deux chez Kung Fu Records. À la fin de 2005, Tsunami Bomb se sépare officiellement, prétextant des problèmes avec « la fin des affaires dans l'industrie de la musique. » Emily Whitehurst et Matt McKenzie forment le groupe The Action Design, alors que de leur côté, Jay Northington et Gabriel Lindeman formaient Nothington.
Comme annoncé le 1er novembre 2008 sur leur page Myspace, les membres de Tsunami Bomb se réunissent le 17 janvier 2009 au Phoenix Theatre dans leur ville natale, Petaluma, pour un unique concert. Les bénéfices furent utilisés pour aider Liz Beidelman, batteuse du groupe Luckie Strike entre 1996 et 2002, dont les médecins ont décelé des masses dans son cerveau qui méritent une attention médicale immédiate.

### Retour (depuis 2015)
Ils se réunissent officiellement en 2015 pour la sortie d'une compilation intitulée Trust No One, au label Kung Fu Records. La formation comprendra le bassiste Dominic Davi, la claviériste et chanteuse Oobliette Sparks, le guitariste Brian Plink, et le batteur Gabriel Lindeman. Ils seront accompagné d'une nouvelle chanteuse, Kate Jacobi
Repéré sur Spotify, il semblerait qu'un nouvel album du groupe voit le jour cette année puisqu'un morceau nommé Petaluma est dans la Playlist découverte.... .

## Membres

### Membres actuels
- Brian Plink - guitare (1998-2000, depuis 2015)
- Oobliette Sparks - claviers (1998-2001, depuis 2015)
- Dominic Davi - basse (1998-2003, depuis 2015)
- Gabriel Lindeman - batterie (1999-2005, depuis 2015)
- Kate Jacobi - chant (depuis 2015)

### Anciens membres
- Kristin McRory - chant (1998)
- Tim Chaddick - guitare (1998)
- Justin Brioso - guitare (1998)
- Rob Reed - batterie (1998-1999)
- Emily « Agent M » Whitehurst - chant (1998-2005)
- Jay Northington - guitare (2004-2005)
- Mike Griffen - guitare (2000-2004)
- Matt McKenzie - basse (2003-2005)

## Discographie

### Albums studio
- 2002 : The Ultimate Escape
- 2004 : The Definitive Act

### EP
- 1999 : B-Movie Queens
- 1999 : Mayhem on the High Seas
- 2001 : The Invasion from Within!
- 2004 : Prologue

### Singles
- 2002 : Take the Reins

### Compilations
- 1997 : Punk Rock Strike
- 2000 : You Call This Music?! Volume 1
- 2001 : Warped Tour 2001 Tour Compilation
- 2002 : Punk Rock Is Your Friend
- 2002 : Warped Tour 2002 Tour Compilation (2002)
- 2003 : Warped Tour 2003 Tour Compilation (2003)
- 2003 Punk Rock is Your Friend: Kung Fu Records Sampler No. 4
- 2003 : The Rocky Horror Punk Rock Show (2003)
- 2004 : Punk Rock is Your Friend: Kung Fu Records Sampler No. 5
- 2004 : The Razor - Vol. 10
- 2005 : Warped Tour 2005 Tour Compilation
- 2005 : Punk Rock is Your Friend: Kung Fu Records Sampler No. 6
- 2016 : Trust No One

## Vidéographie
- 2005 : The Show Must Go Off!, Live at the Glasshouse